# Yvon-Joseph Moreau
Yvon-Joseph Moreau OCSO (* 29. Oktober 1941 in Saint-Pascal-de-Kamouraska, Québec, Kanada) ist ein kanadischer Ordensgeistlicher und emeritierter römisch-katholischer Bischof von Sainte-Anne-de-la-Pocatière.

## Leben
Bernard-Nicolas Jean-Marie Aubertin empfing am 18. Juni 1968 die Priesterweihe für das Bistum Sainte-Anne-de-la-Pocatière. Später trat der Ordensgemeinschaft der Trappisten bei und legte die Profess am 22. Oktober 1990 ab.
Papst Benedikt XVI. ernannte ihn am 18. Oktober 2008 zum Bischof von Sainte-Anne-de-la-Pocatière. Die Bischofsweihe spendete ihm der Apostolische Nuntius in Kanada, Erzbischof Luigi Ventura, am 27. Dezember desselben Jahres; Mitkonsekratoren waren Clément Fecteau, Altbischof von Sainte-Anne-de-la-Pocatière, und André Gaumond, Erzbischof von Sherbrooke.
Papst Franziskus nahm am 8. Dezember 2017 seinen altersbedingten Rücktritt an.